# Марко Роси
Марко Роси (итал. Marco Rossi; Друенто, 9. септембар 1964) је италијанско-мађарски професионални фудбалски менаџер и бивши играч који је садашњи тренер репрезентације Мађарске.
Његово највеће достигнуће као играча било је освајање Купа Италије са Сампдоријом. Након пензионисања 2000. године, Роси је постао менаџер у разним клубовима широм Италије, посебно се истакао у клубу Спезији калчо, од 2004. до 2011. У августу 2012. преузео је позицију главног тренера будимпештанског Хонведа где је радио у два периода. У 2017. години потписао је двогодишњи уговор са ФК ДАК 1904, а од 19. јуна 2018. обавља функцију селектора репрезентације Мађарске.
Као тренер, освојио је титулу мађарске фудбалске лиге у сезони 2016/17. са Будимпешта Хонведом из Будимпеште| и завршио трећи у Словачкој Првој фудбалској лиги 2017/18. са ДАК 1904. Такође је тренирао репрезентацију Мађарске у квалификацијама за УЕФА Евро 2020. и УЕФА 2024.

## Каријера

### Клубови
Марко Роси је каријеру је започео у омладинској академији Торина, где је са тимом Примавера освојио Куп Италије и Турнир у Вијаређу. Дебитовао је за први тим у Серији А сезоне 1983/84. у мечу Торино-Асколи (0 : 0) 18. марта 1984. године. Након тога, прешао је у Кампанију и провео три сезоне у Серији Ц1. Године 1987, прешао је у Катанцаро који је тек био промовисан у Серију Б, где су за длаку пропустили улазак у Серију А, за један бод, а Роси је био стандардни члан одбране.
Године 1988, прешао је у Брешу и играо пет сезона у низу, све до напредовања у Серију А 1992. године. После испадања Рондинела, 1993. године прешао је у Сампдорију за 2,5 милијарде лира и тамо провео две сезоне у елити. У то време, био је укључен у базу података видео игре ФИФА 97 са највишим рејтингом од 97. Након истека уговора са клубом из Ђенове, са 31 годином преселио се у иностранство, прво у Мексико у клуб Америка, а потом у Немачку у Ајнтрахт Франкфурт.
Вратио се у Италију 1997. године да би завршио професионалну каријеру у Пјаћенци, са којим је изборио опстанак у Серији А у сезони обележеној повредама. Затим је одиграо три сезоне као аматер, једну у Оспиталету (где је клуб испао у Ечеленцу због последњег места) и две у Салоу (у Ечеленци Ломбардије).

## Тренер
У почетку своје тренерске каријере је радио за нижелигашке италијанске тимове.

### Хонвед
У почетку свог напредовања као тренер преузео је, од августа 2012. године, будимпештански Хонвед. У својој првој сезони заузео је треће место са Хонведом у Националном првенству I. Међутим, у наредној сезони више није био тако успешан, па је 28. априла 2014. године Роси поднео оставку на своју функцију.
Дана 7. фебруара 2015, Роси је по други пут у каријери потписао за Хонвед, члана мађерске прве лиге.
Иако Хонвед ФК није био финансијски најстабилнији клуб Првог националног првенства, Роси је освојио државно првенство у сезони 2016/17. након што је обезбедио трофеј утакмицом против ривала Видеотона у последњем колу сезоне. Последњи меч у задњем колу Хонвед је добио резултатом 1 : 0 на стадиону Божик, Будимпешта, Мађарска.
Након што је са клубом постао шампион националног првенства 2016/17. године, Роси је дао оставку на место менаџера Хонведа рекавши:
Постао сам шампион, тако да ћу имати једно поглавље у историји овог фантастичног клуба. Урадио сам свој посао, то је леп посао, а како кажу, морате стати на врху. Нећу другачије.
Роси је био изабран за најбољег менаџера националног првенства у сезони 2016/17.

### Дунајска Стреда
Дана 11. јуна 2017. године објављено је да ће Роси потписати уговор са ФК ДАК 1904, словачки фудбалски клуб, на период  две године плус опцију за још једну годину. Клуб има снажну подршку мађарске мањине у Словачкој а игра у Првој лиги Словачке.
У последњем колу сезоне, ДАК је победио екипу Ружомберока са 4 : 0 у гостима и обезбедио место на подијуму као трећи, док је Роси предводио још један тим у квалификације за Лигу Европе после трећег места са Хонведом.

### Репрезентација Мађарске
Марко Роси је 19. јуна 2018. именован за новог селектора фудбалске репрезентације Мађарске, наследивши Џорџа Ликенса. Те исте године, објављена је књига Андраша Гала о Росијевом времену проведеном у клубу Хонвед, под насловом „Марко Роси: Италијански посао у Мађарској”.
Дебитовао је као нови селектор Мађарске 8. септембра 2018. против Финске у серији УЕФА Лиге нација 2018/19.. У тој сезони, Мађарска је завршила на другом месту у групи и тако се пласирала у УЕФА Лигу нација Б за сезону 2020/21. Мађарска је имала шансу да победи Грчку на стадиону Ференц Пушкаш 11. септембра 2018, али је изгубила од Грчке са 1 : 0, 12. октобра 2018. на Олимпијском стадиону у Атини. У последња два кола, Мађарска је победила Естонију са 2 : 0 и Финску са 2 : 0 код куће . Због пораза Грчке од Естоније, Мађарска је завршила на другом месту у групи, чиме су сачували шансе за квалификације на УЕФА Еуро 2020.
У квалификацијама за Европско првенство 2020, Мађарска је била четврта у својој групи. Изгубили су од Словачке са 2 : 0 на стадиону Антон Малатински у Трнави 21. марта 2019. Међутим, победили су финалисте ФИФА Светског првенства 2018, Хрватску, са 2 : 1 на стадиону Ференц Пушкаш 24. марта 2019. У јуну су победили Азербејџан и Велс, али су у одлучујућој утакмици изгубили од Словачке са 1 : 2 код куће. Мађарска је 19. новембра 2019. отишла у Велс са надом да победи и директно се квалификује за Европско првенство, али је изгубила са 2 : 0 . Захваљујући успесима у УЕФА Лиги нација Ц 2018, Мађарска је добила шансу за квалификације на Европско првенство 2020. У плеј-офу квалификација за УЕФА Еуро 2020, Мађарска је била у групи А са Бугарском, Румунијом и Исландом. Победили су Бугарску са 3 : 1 на Националном стадиону Васил Левски у Софији 8. октобра 2020.  Пошто је Румунија изгубила од Исланда, Мађарска је имала прилику да игра у новоизграђеној Пушкаш Арени у Будимпешти. Дан пре одлучујуће утакмице плеј-офа репрезентације за Европско првенство 2020. против Исланда, Роси је био позитиван на Ковид-19. Мађарска се 12. новембра 2020. квалификовала за УЕФА Европско првенство 2020. победивши код куће Исланд са 2 : 1.
На Еуру 2020, Мађарска није успела да напредује из групне фазе, али је импресионирала изванредним учинком против три моћне екипе Португалије, Француске и Немачке, изгубивши само 0 : 3 од Португалаца после осамдесет минута и ремизирајући Француску и Немачку у том процесу.
У серији Б УЕФА Лиге нација 2020–21, Мађарска је играла против Србије, Русије и Турске. Изненађујуће, Мађарска је своју групу освојила победивши два пута Турску и једном Србију. Мађарска је победила Турску са 1 : 0 на стадиону „Њу Сивас 4 Ејилул” у Сивасу, Турска, 3. септембра 2020. године. Мађарска је такође победила Србију на стадиону Црвене звезде, Београд, Србија, 11. октобра 2020. године. Последњег дана меча, Мађарска је победила Турску са 2 : 0 у Пушкаш Арени 18. новембра 2020. године.
У серији УЕФА Лиге нација 2022/23, Росијева Мађарска је извучена у једну од најтежих група укључујући Италију, Енглеску и Немачку. Ипак, Мађарска је завршила на другом месту у групи и победила Енглеску два пута и Немачку једном 2022. Мађарска је победила Енглеску са 1 : 0 код куће у Пушкаш Арени 4. јуна 2022. године. Десет дана касније, Мађарска је победила Енглеску са 4 : 0 на стадиону Молинеук, Вулверхемптон, Енглеска. Мађарска је 23. септембра 2022. победила Немачку са 1 : 0 на Ред Бул арени (Лајпциг), Лајпциг, Немачка. У прошлом колу Мађарска је могла да се пласира у финале; међутим, изгубили су од Италије у Пушкаш Арени 26. септембра 2022. године.
Немзети Спорт је 31. октобра 2022. објавио детаљан интервју са Росијем под насловом „Успех у Мађарској ми је променио живот”. Током интервјуа је такође процурило да ће бити снимљен филм о Марку Росију који тренира репрезентацију Мађарске.
Роси је 8. новембра 2022. рекао да Балаж Џуџак заслужује опроштајни меч па га је позвао у тим против Грчке. Утакмица је била заказана за 20. новембар 2022. у којој је Мађарска победила Грчку са 2 : 1.

## Достигнућа

### Играч
Сампдорија
- Куп Италије у фудбалу
  - победник: 1994.
- Суперкуп Италије у фудбалу
  - другопласирани: 1994.

### Тренер
Хонвед
- Прва лига Мађарске у фудбалу:
  - 2016/17

### Индивидуално
- Мађарски спортисти године: 2022,[35] 2023.[36]